# Servizio ferroviario metropolitano di Palermo
Der Servizio ferroviario metropolitano di Palermo (italienisch, Städtischer Bahnverkehr Palermo) ist ein Städtisches Bahnsystem, das in der Agglomeration Palermo von Trenitalia betrieben wird.

## Geschichte
Der Städtische Bahnverkehr wurde 1990 anlässlich der Fußball-Weltmeisterschaft eröffnet. Die Linie nutzte die Bahnstrecke Palermo–Trapani vom Bahnhof Palermo Centrale bis zum Bahnhof Palermo Notarbartolo und die Hafenbahn zwischen Notarbartolo und Giachery. Auf der Strecke wurden vier neue Haltepunkte gebaut, Vespri, Imperatore Federico, Fiera und die Endstation Giachery.
Im November 1992 wurde die Zweigstrecke über San Lorenzo-Colli nach Tommaso Natale ins System integriert. 1994 wurden die Haltepunkte Francia und Cardillo-Zen eröffnet.
2001 wurde nach langjähriger Bauzeit der Tunnelbahnhof Palazzo Reale-Orleans eröffnet, der in der Innenstadt liegt und deshalb stark frequentiert ist.
Im selben Jahr wurde das System bis zum Flughafen Palermo-Punta Raisi verlängert, wo ein neuer Flughafenbahnhof entstand. Wegen größerer Ausbauarbeiten blieb die Bahnstrecke zwischen Notarbartolo und Punta Raisi (Flughafen) vom 29. Juni 2015 bis zum 6. Oktober 2018 gesperrt.

## Netz

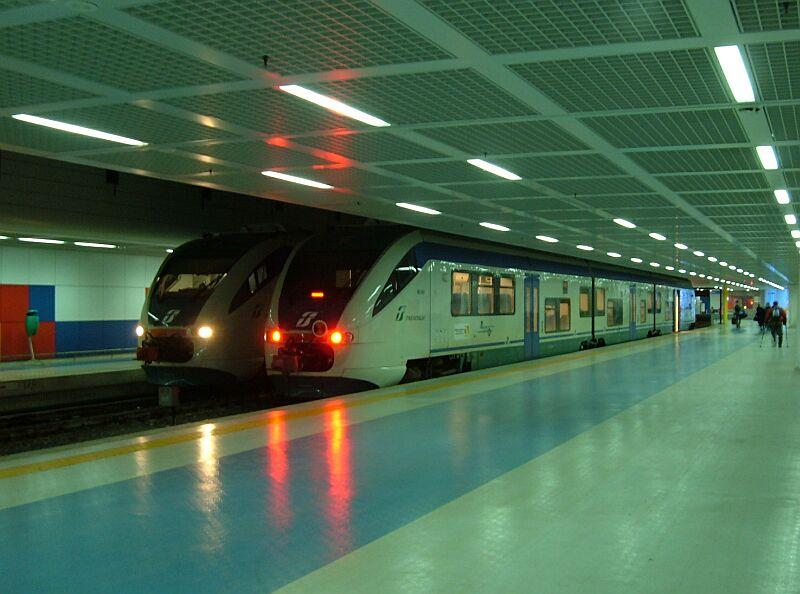
Flughafenbahnhof Punta Raisi

Es verkehren zwei Linien mit Taktfahrplan von 30 Minuten:
- Palermo Centrale–Punta Raisi
- Palermo Notarbartolo–Giachery

Alle Züge wurden von Trenitalia als Regionale (R) klassifiziert.